# Stigmella xuthomitra
Stigmella xuthomitra là một loài bướm đêm thuộc họ Nepticulidae. Nó được miêu tả bởi Meyrick năm 1921. Nó được tìm thấy ở Nam Phi.